# آوارگی‌های ئوشین
«آوارگی‌های ئوشین» (به انگلیسی: The Wanderings of Oisin) شعری بلند از سروده‌های اوّلیهٔ ویلیام باتلر ییتس است که نخست به سالِ ۱۸۸۹ میلادی در نخستین مجموعهٔ اشعارِ شاعر منتشر شد. این شعر گفتگویی خیالی است در سه باب میانِ سنت پاتریک و ئوشین.